# Phoneyusa buettneri
Phoneyusa buettneri é uma espécie de aranha pertencente à família Theraphosidae (tarântulas).